# Битва за Балтимор
Битва за Балтимор (англ. Battle of Baltimore) — битва на море и на суше между Британской империей и США в ходе англо-американской войны 1812—14 годов. Командующими британскими войсками были Роберт Росс, Артур Брук и Александр Кокрейн. Командующими армией США были Сэмюэль Смит, Джордж Армистед и Джон Страйкер.

## История
В общей сложности военная численность британских войск включала 5000 пехотинцев на суше и 19 военных кораблей в море, а численность американцев включала 2000 пехотинцев и ополченцев в Норт-Пойнте и 1000 пехотинцев и ополченцев в форте Мак-Генри.
12 сентября 1814 года через северную часть реки Патапско британские войска приблизились к Балтимору. На подступах к Балтимору у форта Макгенри 13—14 сентября британцы встретили более ожесточённое сопротивление.

### Исход
Битва за Балтимор кончилось для британцев неудачей, они были вынуждены отступить.

## Память
Осадой Балтимора английскими войсками была вдохновлена песня Фрэнсиса Скотта Ки «Знамя, усыпанное звёздами», ставшая государственным гимном США.